# Filotes (pare de Parmenió)
Filotes (en llatí Philotas, en grec antic Φιλώτας) fou un general macedoni que va viure al segle iv aC.
Va servir a l'exèrcit d'Alexandre el Gran i va ser el pare de Parmenió, Asandre de Cària i Agató, segons Flavi Arrià. Va ser per tant, l'avi (per part del seu fill Parmenió) del general Filotes, el suposat conspirador contra el rei Alexandre el Gran.